# 1996 v hudbě
Článek 1996 v hudbě obsahuje události související s populární hudbou, které proběhly v roce 1996.

## Události
- 18. ledna – Michael Jackson se oficiálně rozvedl s dcerou Elvise Presleyho Marii Lisou Presley.
- 25. ledna – Madonně vyhrožovali smrtí argentinští konzervativci, kteří nemohli rozdýchat její hlavní roli Evy Perónové v muzikálu Evita.
- 13. února – Hudební skupina Take That oficiálně oznámila svůj konec, poslední vydaná píseň dostala název How Deep Is Your Love.
- 20. února – Snoop Dogg a jeho bodyguardi byli zproštěni viny z vraždy prvního stupně.
- 18. března – Sex Pistols oznámili svůj comeback.
- 20. března – Phil Collins oficiálně oznámil svůj odchod od Genesis s tím, že se chce věnovat jen své sólové kariéře.
- 16. dubna – Madonna oznámila, že je ve čtvrtém měsíci těhotenství. Otcem jejího prvorozeného potomka je její osobní trenér Carlos Leon.
- 8. května – Tommy Lee a Pamela Anderson vyhráli soud, kde zažalovali zedníky, kteří jim ukradli a zpeněžili jejich domácí porno nahrávky.
- 25. května – Zemřel Brad Nowell. Lídr kapely Sublime se v motelovém pokoji předávkoval heroinem.
- 21. června – Sex Pistols začali své nové turné. První koncert odehráli ve finském Lahti.
- 10. srpna – Oasis odehráli dva nepřetržité koncerty, které vidělo dohromady 250 000 diváků.
- 7. září – Rapper Tupac Shakur byl čtyřikrát postřelen, když opouštěl hotel v Las Vegas.
- 13. září – Tupac Shakur na následky zranění v nemocnici zemřel.
- 14. října – Madonna porodila své první dítě, holčičku, která dostala jméno Lourdes Maria Ciccone Leon.
- 7. prosince – Sex Pistols ukončili své celosvětové turné v Santiagu.

## Nové kapely
V roce 1996 byly založeny tyto kapely.
- Ace Troubleshooter
- Agalloch
- Alkaline Trio
- All Systems Go!
- Arch Enemy
- Chamberlain
- Dressy Bessy
- Engine Down
- Good Charlotte
- Iceman
- Jet
- Linkin Park
- Mudvayne
- Nightwish
- Quarashi
- Park Ave.
- Skillet
- Status Praesents
- Sum 41
- Switchfoot
- Within Temptation

## Zaniklé kapely
V roce 1996 oznámily svůj konec hudebního působení tyto skupiny:
- Arrested Development
- Belly
- Carcass
- Heavenly
- Jawbreaker
- Jodeci
- Lush
- Ned's Atomic Dustbin
- The Pogues
- The Stone Roses
- Sublime
- Take That
- skupina Trik – Petr Kotvald

## Hudební návraty
- The Monkees
- Poison
- Kiss v původní sestavě

## Vydaná alba

### Zahraniční alba
- Time Steeleye Span
- All Eyez on Me – Tupac Shakur
- The Don Killuminati: The 7 Day Theory – Tupac Shakur
- Better Than Raw – Helloween
- Purpendicular – Deep Purple
- Pieces Of You – Jewel
- One in a Million – Aaliyah
- Back in the Shootin' Match – Ace Troubleshooter
- 18 Til I Die – Bryan Adams
- Backstreet Boys (International) – Backstreet Boys
- Free Spirit – Bonnie Tyler
- Refresh the Demon – Annihilator
- Elegy – Amorphis
- Boys for Pele – Tori Amos
- Veiled – Leah Andreone (debut)
- Richard D. James Album – Aphex Twin
- Tidal – Fiona Apple
- 1977 – Ash
- Beats, Rhymes and Life – A Tribe Called Quest
- Actual Fantasy – Ayreon
- Moneda – Toque Profundo
- The Gray Race – Bad Religion
- The Beatles Anthology, volume 2 – Beatles
- The Beatles Anthology, volume 3 – Beatles
- Odelay – Beck
- Perspective – Jason Becker
- If You're Feeling Sinister – Belle & Sebastian
- Tigermilk – Belle & Sebastian
- Âmbar – Maria Bethânia
- Friction, Baby – Better Than Ezra
- Three Snakes & One Charm – The Black Crowes
- Nico – Blind Melon
- One Fierce Beer Coaster – The Bloodhound Gang
- Live from the Fall – Blues Traveler
- Awaken – The Blood Divine
- Rèv an Nou – Boukan Ginen
- Maniacal Laughter – The Bouncing Souls
- Take It From the Man – The Brian Jonestown Massacre
- Thank God for Mental Illness – The Brian Jonestown Massacre
- Their Satanic Majesties' Second Request – The Brian Jonestown Massacre
- Razorblade Suitcase – Bush
- Fashion Nugget – Cake
- Vile – Cannibal Corpse
- Swansong – Carcass
- First Band on the Moon – The Cardigans
- Voluptously Minced – Cenotaph
- Here To Save You All – Chino XL
- Testing Positive – George Clinton
- Milk & Kisses – Cocteau Twins
- Dance Into the Light – Phil Collins
- The Final Tic – Crucial Conflict
- None So Vile – Cryptopsy
- Wild Mood Swings – The Cure
- À ma manière – Dalida
- Crash – Dave Matthews Band
- Spiritchaser – Dead Can Dance
- Slang – Def Leppard
- In a Bar, Under the Sea – Deus
- Skunkworks – Bruce Dickinson
- Liebe ist... 3 – Die Flippers
- Rote Sonne weites Land – Die Flippers
- Falling Into You – Céline Dion
- Endtroducing... – DJ Shadow
- Sutras – Donovan
- Aku Ingin Pulang – 15 Hits Terpopuler – Ebiet G Ade
- Crimson – Edge of Sanity
- Death Threatz – MC Eiht
- Never been to Spain (Until Now!) – El Vez
- Infinite – Eminem
- Beat The Bastards – The Exploited
- Face to Face – Face to Face
- Better Living Through Chemistry – Fatboy Slim
- Fountains Of Wayne – Fountains of Wayne
- Gabrielle – Gabrielle
- Cat's Clause – The Germs
- The Scene Is Not for Sale – Glue Gun
- Gravity Kills – Gravity Kills
- One Stop Carnival – Brian Green
- Frozen – Gridlock
- Afterlife – The Godfathers
- Teri Yakimoto – Guttermouth
- A New Stereophonic Sound Spectacular – Hooverphonic
- Fairweather Johnson – Hootie & the Blowfish
- Scenery And Fish – I Mother Earth
- The Dark Saga – Iced Earth
- Imperial Drag – Imperial
- Inquilaab – Junoon
- Paradise in Me – K's Choice
- Pale Yo – Kanpech
- No. 2 LIVE Dinner – Robert Earl Keen
- Keith Sweat – Keith Sweat
- Early Mornin Stoned Pimp – Kid Rock
- Kiss Unplugged – Kiss
- Life Is Peachy – KoЯn
- KRS–One – KRS–One
- Un Million De Rosas – La Mafia
- Victor – Alex Lifeson
- As Good as Dead – Local H
- Lo Society – Loso
- Fever In Fever Out – Luscious Jackson
- Evita (soundtrack) – Madonna (soundtrack)
- Everything Must Go – Manic Street Preachers
- Louder Than Hell – Manowar
- Antichrist Superstar – Marilyn Manson
- Pussy, King of the Pirates – Mekons s Kathy Acker
- Posledniy romantik – Valeriy Meladze
- Load – Metallica
- Breathe – Midnight Oil
- Filth Pig – Ministry
- Justus – The Monkees
- Irreligious – Moonspell
- How Long Has This Been Going On – Van Morrison
- Overnight Sensation – Motörhead
- High/Low – Nada Surf
- Man – Neneh Cherry
- Nerf Herder – Nerf Herder
- Murder Ballads – Nick Cave and the Bad Seeds
- Take Me to Your Leader – Newsboys
- Cur – Nickelback
- Hesher – Nickelback
- From the Muddy Banks of the Wishkah – Nirvana
- Music from the Unrealized Film Script, Dusk at Cubist Castle – The Olivia Tremor Control
- Dynamite – Stina Nordenstam
- All We Got Iz Us – Onyx
- ATLiens – Outkast
- This Is a Long Drive for Someone with Nothing to Think About – Modest Mouse
- The Great Southern Trendkill – Pantera
- No Code – Pearl Jam
- Bilingual – Pet Shop Boys
- Drum 'n' Bass for Papa – Plug
- Brown – P.O.D.
- Signify – Porcupine Tree
- Good God's Urge – Porno for Pyros
- Rocket  – Primitive Radio Gods
- Emancipation – Prince
- Aïbobo – RAM
- Off Parole – Rappin' 4–Tay
- Republica – Republica
- Greatest Hits – Poison
- Evil Empire – Rage Against the Machine
- Soul On Ice – Ras Kass
- Turn the Radio Off – Reel Big Fish
- New Adventures in Hi–Fi – R.E.M.
- Da Villain in Black – MC Ren
- Cowboy Songs – Riders in the Sky
- Public Cowboy #1: The Music of Gene Autry – Riders in the Sky
- Illadelph Halflife – The Roots
- King of the Doghouse – Francis Rossi
- Test for Echo – Rush
- Roots – Sepultura
- K – Kula Shaker
- Pies Descalzos – Shakira
- Sheryl Crow – Sheryl Crow
- Skillet – Skillet
- Call the Doctor – Sleater–Kinney
- One Chord to Another – Sloan
- The Process – Skinny Puppy
- Becoming X – Sneaker Pimps
- Tha Doggfather – Snoop Dogg
- White Light, White Heat, White Trash – Social Distortion
- Irresistible Bliss – Soul Coughing
- Down on the Upside – Soundgarden
- Spiders – Space
- Resident Alien – Spacehog
- Spice – Spice Girls
- Wax Ecstatic – Sponge
- Tormented – Staind
- Emperor Tomato Ketchup – Stereolab
- Tiny Music... Songs from the Vatican Gift Shop – Stone Temple Pilots
- Episode – Stratovarius
- Sublime – Sublime
- Live Drug – Sun Dial
- Regretfully Yours – Superdrag
- Soundtracks for the Blind – Swans
- The Score – The Fugees
- Factory Showroom – They Might Be Giants
- 311 – 311
- Machines Against the Rage – TISM
- Take It Eazy – TKZee
- Lemon Parade – Tonic
- Ænima – Tool
- Millions Now Living Will Never Die – Tortoise
- All Eyez on Me – 2Pac
- Supercharged Straight to Hell – The Turbo AC's
- Garibaldi Guard! – US Bombs
- Best of, Volume 1 – Van Halen
- Running on Ice – Vertical Horizon
- Rock!!!!! – Violent Femmes
- Bringing Down the Horse – The Wallflowers
- Pinkerton – Weezer
- Bad Hair Day – „Weird Al“ Yankovic
- Bow Down – Westside Connection
- At the Speed of Life – Xzibit
- The Wolf Is Coming – Miriam Yeung
- Black Earth – Arch Enemy
- Voyager – Mike Oldfield
- Broken China – Rick Wright
- THRaKaTTaK – King Crimson
- Walking on Locusts – John Cale
- Fantastic Star – Marc Almond
- Rooms – Goya Dress
- Gone Again – Patti Smith
- In Paradisu – Les Nouvelles Polyphonies Corses
- The First Second – Maids of Gravity
- The Island Years – John Cale

### Česká alba
- MCMXCVI – Petr Kotvald
- Bezvětří – Václav Koubek
- Caine 96 (Nekonečno) – Caine
- Dagmar Andrtová – Dagmar Andrtová–Voňková
- DémoNahrávky – Traband
- Divné století – Jaromír Nohavica
- Gabréta – Majerovy brzdové tabulky
- Jedůfky – Karel Kryl
- Kámen – Oboroh
- Kapitán Mlíko – Znouzectnost
- Kouzlo noční samoty – Jiří Dědeček
- Králíci, ptáci a hvězdy – Karel Plíhal
- Malé písně do tmy – Bratři Ebenové (reedice alba z roku 1984 doplněná bonusy)
- Město z peřin – Vladimír Mišík a Etc...
- Mezi horami – Českomoravská hudební společnost
- Monology – Karel Kryl (reedice)
- Odpočívej v pokoji – Alkehol
- Pasáček hvězd – Jan Nedvěd
- Pink – Ilona Csáková
- V Brně na Špilberku stojí vraný kůň – Hradišťan, Gajdoši, Muzika Martina Hrbáče
- Vypadáte opravdu dobře – Jan Jeřábek, František Janče
- Andělé – Wanastowi Vjecy
- Pohyby – Lucie
- Válka je vůl (Vol. 2): Hity 1967 – 1979 – Synkopy 61
- Válka je vůl (Vol. 3): Nevydané hity & rarity – Synkopy 61

## Domácí hity
- „Jsi můj pán“ – Lucie Bílá
- „Televize“ – Chaozz
- „Pohyby“ – Lucie
- „Všechno ti dávám“ – Lucie
- „Pink“ – Ilona Csáková
- „Keď príde láska“ – MC Erik & Barbara
- „Sen“ – MC Erik & Barbara
- „Policie“ – Chaozz
- „Planeta opic“ – Chaozz
- „Stín katedrál“ – Shalom
- „Jízda“ – Alice Springs
- „Ryba rybě“ – Janek Ledecký
- „Džíny“ – Lucie Vondráčková
- „Léto“ – Ilona Csáková
- „Nemám“ – Aleš Brichta
- „Půjdeme spolu do nebe“ – Brutus
- „Dracula megamix“ – Hůlka, Korn, Bílá
- „Nespravedlivý bůh“ – Daniel Hůlka
- „Krásný zadok“ – Peter Nagy
- „Krásný léto přijde“ – Style
- „Tlustý holky“ – Rapmasters
- „Ave Marie“ – Lucie Bílá
- „Láska na 100 let“ – Lucie Vondráčková
- „Nejhorší den“ – Chaozz
- „Indiánská dýmka míru“ – Žlutý pes
- „Tráva“ – Žlutý pes
- „Svet lásku má“ – Habera, Gott, Dvorský
- „Těšínská“ – Jarek Nohavica
- „Vím že jsi se mnou“ – Iveta Bartošová a Daniel Hůlka
- „63“ – Tři sestry
- „Jsem bos“ – Daniel Nekonečný

## Největší zahraniční hity
- „Killing Me Softly With His Song“ – The Fugees
- „You Were Meant For Me“ – Jewel píseň se držela v hitparádách až do roku 1998
- „I'll Never Break Your Heart“ – Backstreet Boys
- „Quit Playing Games (With My Heart)“ – Backstreet Boys
- „One Sweet Day“ – Mariah Carey a Boyz II Men
- „Always Be My Baby“ – Mariah Carey
- „Because You Loved Me“ – Céline Dion
- „Pretty Noose“ – Soundgarden
- „Charmless Man“ – Blur
- „Who Will Save Your Soul“ – Jewel
- „Free as a Bird“ – The Beatles
- „La Mamma“ – Dalida (inédit)
- „Là–bas dans le noir“ – Dalida
- „Darla Dirladada“ – Dalida
- „Virtual Insanity“ – Jamiroquai
- „Vapors“ – Snoop Dogg
- „Don't Look Back in Anger“ – Oasis
- „California Love“ – Tupac Shakur / Dr. Dre
- „Naked Eye“ – Luscious Jackson
- „Love Don't Live Here Anymore“ – Madonna
- „You Must Love Me“ – Madonna
- „Don't Cry for Me Argentina“ – Madonna
- „Until It Sleeps“ – Metallica
- „King Nothing“ – Metallica
- „Hero Of The Day“ – Metallica
- „Mama Said“ – Metallica
- „Aneurysm“ live – Nirvana
- „Drain You“ live – Nirvana
- „Smells Like Teen Spirit“ live Nirvana
- „Standing Outside a Broken Phone Booth With Money in My Hand“ – Primitive Radio Gods
- „Tahitian Moon“ – Porno for Pyros
- „Guilty“ – Gravity Kills
- „Is It a Crime“ – Sade
- „Wannabe“ – Spice Girls
- „Bulls on Parade“ – Rage Against the Machine
- „If You Could Only See“ – Tonic
- „What I Got“ – Sublime
- „How Do U Want It“ – 2Pac
- „6th Avenue Heartache“ – The Wallflowers
- „One Headlight“ – The Wallflowers
- „If It Makes You Happy“ – Sheryl Crow
- „Aeroplane“ – Red Hot Chili Peppers
- „Tonight, Tonight“ – The Smashing Pumpkins
- „Zero“ – The Smashing Pumpkins
- „Bullet With Butterfly Wings“ – The Smashing Pumpkins
- „1979“ – The Smashing Pumpkins
- „Give Me One Reason“ – Tracy Chapman
- „People of the Sun“ – Rage Against the Machine
- „Macarena“ – Los Del Rio
- „The Beautiful People“ – Marilyn Manson
- „Wash Away“ – Vertical Horizon
- „All Mixed Up“ – 311
- „Head Over Feet“ – Alanis Morissette
- „You Learn“ – Alanis Morissette
- „Ironic“ – Alanis Morissette
- „Hand In My Pocket“ – Alanis Morissette
- „You Oughta Know“ – Alanis Morissette
- „Down“ – 311
- „Stupid Girl“ – Garbage
- „Can't Get You Off My Mind“ – Lenny Kravitz
- „I Want To Come Over“ – Melissa Etheridge
- „Professional Widow (Star Trunk Funkin' Mix)“ – Tori Amos
- „I'll Stick Around“ – Foo Fighters
- „Big Me“ – Foo Fighters
- „Where it's at“ – Beck
- „Motel California“ – Ugly Kid Joe
- „Children“ – Robert Miles
- „My Boo“ – Ghost Town DJ's
- „Un-Break My Heart“ – Toni Braxton
- „Hit 'Em Up“ – 2Pac

## Úmrtí
- 15. ledna – Jiří Brábník, alias Hadr, bubeník kapely Tři sestry
- 25. ledna – Jonathan Larson, skladatel
- 7. února – Boris Tchaikovsky, skladatel
- 25. května – Brad Nowell, kytarista a lídr skupiny Sublime
- 15. června – Ella Fitzgeraldová – jazzová zpěvačka
- 13. září – Tupac Shakur, rapper, skladatel a herec